# 秋田浩之
秋田 浩之（あきた ひろゆき、1965年 - ）は、日本のジャーナリスト。日本経済新聞論説委員兼編集委員。ボーン・上田記念国際記者賞受賞。

## 人物・経歴
自由学園最高学部卒業。1987年日本経済新聞社入社。1992年ボストン大学大学院国際関係論専攻修了。2006年ハーバード大学日米関係プログラム研究員。日本経済新聞社政治部次長兼編集委員等を経て、2009年から編集委員兼政治部論説委員を務め。米中関係や北朝鮮核問題の分析や論評などを行い、2018年度ボーン・上田記念国際記者賞受賞。

## 著書
- 『暗流 : 米中日外交三国志』日本経済新聞出版社 2008年
- 『乱流 : 米中日安全保障三国志』日本経済新聞出版社 2016年